# John Nevil Maskelyne
John Nevil Maskelyne   (Cheltenham, 22 de desembre de 1839 - George's Hall, 18 de maig de 1917) va ser un il·lusionista i inventor britànic.
És conegut sobretot per la marca de màquines d'escriure Maskelyne que, a les acaballes del segle xix, va innovar i presentar els primers models de màquines d'escriure amb un espaiat proporcional a la mida del caràcter, característica que només va reintroduir l'empresa IBM l'any 1941.
És avi de l'il·lusionista Jasper Maskelyne.